# J. Edgar
J. Edgar är en biografisk drama från 2011 i regi av Clint Eastwood, som även producerat filmen tillsammans med Brian Grazer och Robert Lorenz. Leonardo DiCaprio spelar titelrollen som J. Edgar Hoover, den förste chefen (Director) av den amerikanska federal polismyndigheten Federal Bureau of Investigation (FBI). Filmen hade premiär 9 november 2011 i USA och Sverigepremiär den 20 januari 2012.

## Handling
Filmen porträtterar J. Edgar Hoover (spelad av Leonardo DiCaprio), den kontroversiella och skandalösa mannen som grundade FBI och sägs ha klätt sig i damkläder och varit hemligt förälskad i sina manliga rivaler.

## Rollista (urval)
| Leonardo DiCaprio | – J. Edgar Hoover     |
| Naomi Watts       | – Helen Gandy         |
| Josh Lucas        | – Charles Lindbergh   |
| Armie Hammer      | – Clyde Tolson        |
| Ed Westwick       | – agent Smith         |
| Judi Dench        | – Anna Marie Hoover   |
| Lea Thompson      | – Lela Rogers         |
| Dermot Mulroney   | – överste Schwarzkopf |
| Jeffrey Donovan   | – Robert Kennedy      |
| Stephen Root      | – Arthur Koehler      |
| Amanda Schull     | – Anita Colby         |
| Michael Rady      | – agent Jones         |
| Miles Fisher      | – agent Garrison      |
| Adam Driver       | – Walter Lyle         |